# Tratado de Lausana
El Tratado de Lausana (en francés: Traité de Lausanne) fue un tratado de paz que estableció las fronteras de la Turquía moderna. Fue firmado en la ciudad suiza de Lausana el 24 de julio de 1923 entre los gobiernos de Grecia, Turquía y las naciones aliadas de la Primera Guerra Mundial y se considera parte de la partición del Imperio otomano. El texto original del tratado está en francés. Fue el resultado de un segundo intento de paz tras el fallido y no ratificado Tratado de Sèvres, cuyo objetivo era dividir las tierras otomanas. El tratado anterior se había firmado en 1920, pero luego fue rechazado por el Movimiento Nacional Turco que luchó contra sus términos. Como resultado de la guerra greco-turca, Esmirna fue recuperada y el Armisticio de Mudania fue firmado en octubre de 1922. Preveía el intercambio de población greco-turca y permitía el paso de civiles sin restricciones a través de los estrechos turcos (pero no militar).
El tratado fue ratificado por Turquía el 23 de agosto de 1923, y todos los demás signatarios antes del 16 de julio de 1924. Entró en vigor el 6 de agosto de 1924, cuando los instrumentos de ratificación fueron depositados oficialmente en París.
Una Declaración de Amnistía otorgó inmunidad por los crímenes cometidos entre 1914 y 1922, en particular el genocidio armenio. El historiador Hans-Lukas Kieser afirma que "Lausana respaldó tácitamente políticas integrales de expulsión y exterminio de grupos heteroétnicos y heterorreligiosos".

## Antecedentes
Tras la retirada de las fuerzas griegas en Asia Menor y la expulsión del sultán otomano por el ejército turco al mando de Mustafa Kemal Atatürk, el Gobierno kemalista del Movimiento Nacional Turco, con sede en Ankara, rechazó las pérdidas territoriales impuestas por el Tratado de Sèvres de 1920, firmado previamente por el Imperio Otomano pero que permanecía sin ratificar. Gran Bretaña había intentado socavar la influencia turca en Mesopotamia y Kirkuk buscando la creación de un estado kurdo en Anatolia Oriental. La retórica secular kemalista alivió parte de la preocupación internacional por el futuro de los armenios que habían sobrevivido al genocidio armenio de 1915, y el apoyo a la autodeterminación kurda también disminuyó. En virtud del Tratado de Lausana, firmado en 1923, Anatolia Oriental pasó a formar parte de la actual Turquía, a cambio de que este país renunciara a las reivindicaciones otomanas sobre las tierras árabes ricas en petróleo.
Las negociaciones se llevaron a cabo durante la Conferencia de Lausana. İsmet İnönü fue el principal negociador por Turquía. Lord Curzon, el Secretario de Asuntos Exteriores británico de la época, fue el principal negociador de los Aliados, mientras que Eleftherios Venizelos negoció en nombre del Grecia. Las negociaciones duraron muchos meses. El 20 de noviembre de 1922 se inauguró la conferencia de paz; el tratado se firmó el 24 de julio tras ocho meses de arduas negociaciones, salpicadas por varias retiradas turcas. La delegación aliada incluía al almirante estadounidense Mark L. Bristol, que actuó como Alto Comisionado de Estados Unidos y apoyó los esfuerzos turcos.

## Características

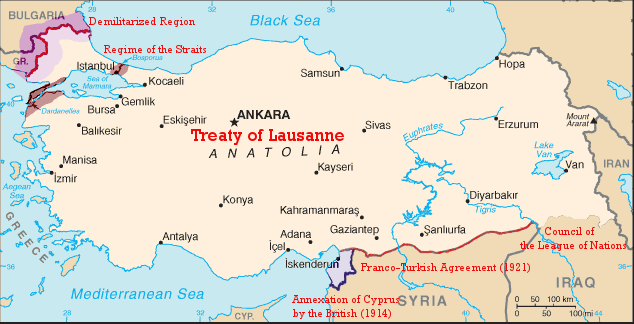
Fronteras de Turquía establecidas por el Tratado de Lausana (en inglés).

Se ha repetido erróneamente que el tratado de Lausana invalidó el Tratado de Sèvres, firmado por el Imperio otomano tras la Primera Guerra Mundial, pero que no había sido aceptado por el nuevo Estado turco fundado por Kemal Atatürk tras la guerra de Independencia Turca. El 20 de octubre de 1922 dio comienzo la conferencia de paz, que fue interrumpida tras intensas discusiones el 4 de febrero de 1923 y retomada el 23 de abril del mismo año. El texto final fue firmado el 24 de julio, después de ocho meses de deliberaciones. Este tratado no fue firmado por gran cantidad de países firmantes del de Sèvres, por lo que es imposible su sustitución.
Los principales signatarios fueron İsmet İnönü por la parte turca y Eleftherios Venizelos por la griega. El tratado otorgaba a Turquía la Tracia oriental, las islas de Imbros y Ténedos en el Egeo nororiental, y garantizaba la protección de la minoría griega en Turquía y de la turca en Grecia, respectivamente. No obstante, de acuerdo con el llamado acuerdo de intercambio de población, la mayoría de la población griega de Turquía fue trasladada a Grecia, de la misma forma que una parte importante de la población turca de Tracia occidental fue trasladada a Turquía. 
En total se calcula que aproximadamente 1 650 000 griegos fueron desplazados de sus hogares en Anatolia y 670 000 turcos de Grecia fueron trasladados a Turquía. Se exceptuó a la minoría griega de Estambul (ciento veinticinco mil griegos) y a los habitantes griegos de las islas de Imbros y Ténedos. En Grecia permanecieron ciento diez mil turcos, fundamentalmente en la Tracia occidental. La república de Turquía reconoció asimismo el mandato británico sobre la isla de Chipre.

## Nuevas fronteras

La nueva frontera turca en Tracia. El territorio rayado muestra la zona desmilitarizada.

El Tratado definió las fronteras europeas de Grecia, Bulgaria y Turquía. Oficialmente concluyó toda soberanía turca sobre las islas del Dodecaneso (artículo 15) —que pasaron formalmente a ser posesión italiana—, Chipre (artículo 20), Egipto y Sudán (artículo 17), Siria e Irak (artículo 3). Los territorios de Kurdistán fueron repartidos entre varios países, y Armenia fue dividida entre el nuevo Estado turco y la URSS. Ya hasta el año de 1991, tras la disolución de la URSS, el extremo oriental de Armenia se constituiría en un país independiente. 
Las fronteras turcas con Arabia Saudita y Yemen fueron controladas por tropas turcas hasta el 23 de enero de 1919, en que fueron transferidas al Reino Unido, y quedaron definidas (como perdidas para los turcos) en el artículo 3.
Turquía también renunció (artículo 22) en favor del Reino de Italia a sus intereses en Libia, según lo previamente establecido en 1912 en el artículo 10 del Tratado de Lausana. No obstante, Turquía se resarció parcialmente de los reveses del Tratado de Lausana en 1939, cuando obtuvo el Estado de Hatay de manos de Francia, y en 1974, cuando ocupó el tercio septentrional de Chipre.

## Legado

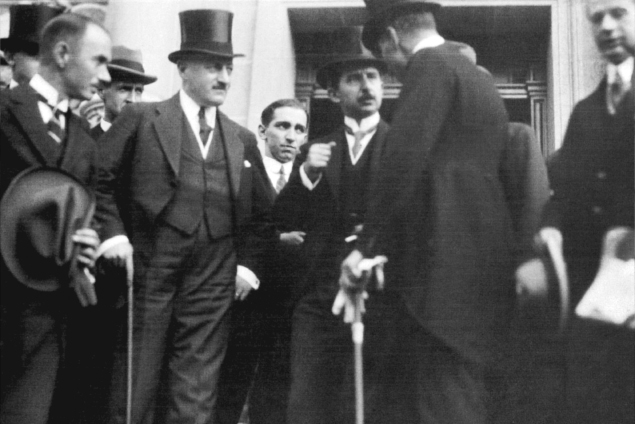
Delegación turca tras la firma del Tratado de Lausana. La delegación estaba encabezada por İsmet İnönü (en el centro)

El Tratado de Lausana supuso el reconocimiento internacional de la soberanía de la nueva República de Turquía como Estado sucesor del Imperio Otomano. Como resultado del Tratado, la deuda pública otomana se dividió entre Turquía y los países surgidos del antiguo Imperio Otomano. La convención sobre los Estrechos duró trece años y fue sustituida por la Convención de Montreux en 1936. Las limitaciones aduaneras del tratado se modificaron poco después.
Para Grecia, el tratado puso fin al ímpetu de la Idea Megali, la noción de que la Grecia moderna debía abarcar los territorios de Asia Menor que habían estado poblados por hablantes de griego hasta 3000 años y que también formaban el núcleo del Este Imperio Romano.
La provincia de Hatay siguió formando parte del Mandato francés de Siria según el Tratado de Lausana, pero en 1938 obtuvo su independencia como Estado de Hatay, que más tarde se unió a Turquía tras un referéndum en 1939. Se concedió amnistía política a los opositores al nuevo régimen turco, pero el gobierno se reservó el derecho de hacer 150 excepciones. Las 150 personae no gratas de Turquía (en su mayoría descendientes de la dinastía otomana) adquirieron poco a poco la ciudadanía -la última en 1974.
Lloyd George declaró que el tratado era una "rendición abyecta, cobarde e infame".
El historiador Norman Naimark afirma: "El Tratado de Lausana sirvió de precedente internacional fundamental para el traslado de poblaciones contra su voluntad a lo largo del siglo XX."
El historiador Ronald Grigor Suny afirma que el tratado "esencialmente confirmó la eficacia de las deportaciones o incluso de la limpieza étnica asesina como solución potencial a los problemas de población".
El historiador suizo Hans-Lukas Kieser afirma que "[El Tratado de] Lausana respaldó tácitamente políticas globales de expulsión y exterminio de grupos heteroétnicos y heterorreligiosos, con un atractivo fatal para los revisionistas alemanes y muchos otros nacionalistas".

## Teorías conspirativas
El Tratado de Lausana ha dado lugar a varias teorías conspirativas en Turquía. Se ha afirmado que el tratado se firmó para que tuviera vigencia durante un siglo y que existen "artículos secretos" en el tratado relativos a la extracción de recursos naturales por parte de Turquía. Una teoría de la conspiración que tuvo seguimiento en la década de 2010 sostenía que el tratado expiraría en 2023 y se permitiría a Turquía extraer boro y petróleo.